# Pimpichaya Kokram
Pimpichaya Kokram (thai: พิมพิชยา ก๊กรัมย์), född 26 maj 1998 i Buriram, Thailand, är en volleybollspelare (högerspiker). 
Kokram har spelat med Thailands landslag både på junior och seniornivå. Hon har vid flera tillfällen blivit utsett till bästa högerspiker i de asiatiska mästerskapen för olika ålderskategorier. Hon blev utsedd till "publikens favorit" vid Montreux Volley Masters 2017. På klubbnivå har Kokram spelat med klubbar i Thailand, Indonesien och Japan.